# Privilegi

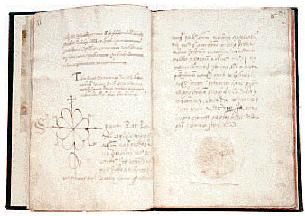
Llibre de privilegis de Palafrugell

Un privilegi és una forma jurídica que consistix en una disposició del poder legislatiu que dona un tractament d'excepció beneficiós a una persona, grup de persones o a una població respecte de les lleis comunes a la resta. En temps moderns significa una gràcia, prerrogativa, immunitat o avantatge especial concedit a algú per a atorgar-li una exempció. La paraula prové del llatí privilegium que significa «llei particular», com a distingiu de les lleis generals, aplicables per a tothom.
Aquesta forma jurídica fou molt utilitzada pels reis de la Corona d'Aragó pel que fa a algunes poblacions. Vegeu, per exemple, Privilegi de Jaume I a Xàtiva, privilegi d'en Prohensal per a Girona. El que això suposava era atorgar-los una mena de furs particulars que els feien concessions, les eximien o els donaven un tracte preferent respecte de les lleis del regne en què es trobaven.
Algunes viles i ciutats varen recollir els privilegis més importants en llibres, per tal de tenir-los ben accessibles, al costat de tota mena d'autoritzacions, reglamentacions i pactes entre els veïns i les autoritats; aquests llibres constitueixen avui la base de la seva personalitat jurídica. Al Baix Empordà, per exemple, tenen llibres de privilegis la Bisbal d'Empordà, Palafrugell (Llibre de privilegis de Palafrugell), Sant Feliu de Guíxols i Torroella de Montgrí.